# Resolució 1067 del Consell de Seguretat de les Nacions Unides
La Resolució 1067 del Consell de Seguretat de les Nacions Unides fou adoptada el 26 de juliol de 1996. Després d'assenyalar diverses declaracions i resolucions pel President del Consell de Seguretat i l'Organització d'Aviació Civil Internacional (OACI) deplorant l'enderrocament de dos avions civils per la Força Aèria de Cuba el 24 de febrer de 1996, el Consell va demanar a Cuba que complís amb llurs obligacions internacionals relacionades amb l'aviació, en particular el Conveni sobre Aviació Civil Internacional.
El Consell de Seguretat va recordar la sobirania que tots els països tenien aen l'espai aeri sobre el seu territori i les seves aigües territorials. En aquest sentit, tots els països havien de complir amb principis, regles i normes de la Convenció sobre Aviació Civil Internacional (Conveni de Chicago), incloses les normes relatives a la intercepció i el no ús d'armes contra aeronaus civils.
La resolució va assenyalar que l'enderrocament dels dos avions, que formaven part de l'organització Germans al Rescat dirigida per exiliats cubans, va ser una violació del principi de no usar armes contra avions civils en vol i que quan s'intercepten aquests avions, no s'hauria de posar en perill les vides d'aquells a bord. Cuba havia argumentat que els vols eren actes de provocació en el seu espai aeri. Es van expressar leels condol a les famílies de les quatre persones mortes com a resultat de la intercepció, que va ser condemnada pel Consell. Es van cridar totes les parts respectar el dret i procediment internacional en aviació civil alhora que reafirma el dret dels estats a aplicar mesures apropiades contra avions que s'utilitzen amb propòsits contraris a la Convenció de Chicago.
Tots els estats que encara no havien ratificat el Conveni de Chicago van ser convidats a fer-ho, mentre que es va acollir amb beneplàcit la decisió de l'OACI d'investigar normes i pràctiques per evitar un incident semblant en el futur.
Xina i Rússia es van abstenir de votar per la Resolució 1067, que va ser aprovada per altres 13 membres del Consell. Els membres dissidents creien que la resolució tractava de condemnar Cuba i, en canvi, hauria d'haver emès una crida que instés als estats a que s'abstinguessin d'enderrocar avions civils i evitar l'ús indegut de l'aviació civil.